# Je sais d'où je viens
Albums de Gérard Jaffrès
Mystérieuses landes
(2012)
Je sais d’où je viens est le douzième album studio de Gérard Jaffrès sorti le 20 mai 2016 chez Coop Breizh, quatre ans après le dernier, Mystérieuses landes.
L'année de la soixantaine, Gérard Jaffrès écrit douze nouvelles chansons plus intimistes, autour de souvenirs nostalgiques, par rapport à des faits personnels de sa vie. Alternant moments d'émotions ou comiques, la musique retransmet le côté joyeux ou plus mélancolique de l'histoire. Dans ces chansons françaises, la Bretagne et la musique pop-folk celtique conservent une place importante.

## Conception
Le point de départ dans l'écriture des chansons est le Pont de Normandie, que Gérard Jaffrès traverse régulièrement pour se rendre en Bretagne. Retrouver sa région provoque en lui une nostalgie qu'il exprime en chansons. En peignant ainsi ses histoires en cartes postales du passé, il souhaite également raviver des souvenirs de vie qui parlent au public.
L'enregistrement est réalisé par des musiciens qui accompagnent Gérard Jaffrès de longue date, à commencer par son premier employeur (Burt Blanca), ses deux enfants et ses deux violonistes depuis une quinzaine d'années. Il fait aussi appel pour la première fois à des musiciens de l'Opéra de Bruxelles et aux arrangements d'Olivier Huillet. Les autres musiciens l’accompagnent également en tournée en Belgique : Rémy Polfiet (batterie), Sacha Swierczinski (piano), Taïla Cekov (chœurs). En Bretagne, le sonneur Ludovic Berrou, du groupe de rock Merzhin, assure la bombarde et les flûtes irlandaises pour les sonorités de musique bretonne et celtique.
Après la Wallonie, deux concerts de présentation de l'album ont lieu dans le Finistère en mai : salle Arvorik à Lesneven et au Gouel Bro Leon à Plouvorn devant près de 2 000 personnes. Le batteur David Rusaouen (Stivell, Ar Braz, Servat, Denez, Gwendal) participe à ces premières dates.

## Chansons
- Sur le Pont de Normandie symbolise les 900 km de séparation entre la terre natale et celle d'adoption de l'artiste. Une quinzaine de fois par an, il franchit la Seine, dans le sens aller ou retour, pour retrouver sa famille, ses fans et les deux pays de son cœur[5]. Il s'agit du premier single, diffusé en radios[6].

- Je sais d’où je viens est en quelque sorte une réponse à la célèbre maxime « Si tu ne sais pas où tu vas, essaie de savoir d'où tu viens »[7]. Il s'agit d'une mise en musique d'un texte écrit par le poète belge Carlo Masoni faisant référence à ses origines italiennes et sa situation de clandestinité pendant la Seconde Guerre mondiale[8].

- La Maison de mon père est un piano-voix qui raconte la vie simple mais heureuse qu’il a vécu avec sa famille. Bien que n'ayant pas l'eau courante ni la technologie moderne, cette petite maison était celle de son enfance, un rappel du « bon vieux temps »[9].

- Le Chauffeur de car est un clin d’œil à son ami saint-politain et ancien régisseur Louis Moal, qui, le 1er septembre 1973, alors garde du corps de Burt Blanca, l'informe que le rockeur belge recherche un guitariste[10]. A seize ans, Gérard suit l'orchestre à Bruxelles et Louis mènera une carrière dans le transport scolaire.

- La Locomotive relate les jeudis après-midi où son grand-père l'emmenait regarder passer les trains, synonymes de voyages[1].
- La Karigell est un chant à répondre sur une musique dansante (dañs plinn) dont le titre en breton signifie « carriole » (charrette couverte). A Saint-Pol-de-Léon, une rumeur disait qu'un homme sortait de la ville en cachant sa femme dans sa remorque, « entre les deux roues qui tournent ». L'histoire mentionne les quartiers Nord, de Kelou Mad, Créac'h-al-Léo et Créac'h-Mikael[2].

- Le Loup gris symbolise la crainte, à la suite de l'affaire d'Outreau (dernier procès à Rennes en 2015) qui a marqué l'artiste par le fait que chacun peut être accusé et soumis au jugement de la justice[11]. Pour la musique, il s'agit d'une danse bretonne en ronde, appelée an-dro.

- Quatre chansons sont liées à l'amour : Elle voulait vivre sans amour est une sorte de slow, Celle que j'attendais est une chanson d'amour dédiée à sa femme, Je tourne en rond évoque un homme n'arrivant pas à écrire une chanson d'amour et Un vrai bonheur évoque une femme mariée depuis 40 ans.

- Tonton Jeannôt conclue l'album sur un air entraînant telle une chanson à boire. L'histoire raconte la vie d'un ancien postier passionné de vélo et grand coureur mais il ne trouva pas une femme ressemblant à Jeannie Longo, qu'il a dans la peau. À noter que dans la chanson En piste, en virée (1999), Jeannot oublie d'enlever ses pinces à vélo pour aller au bal.

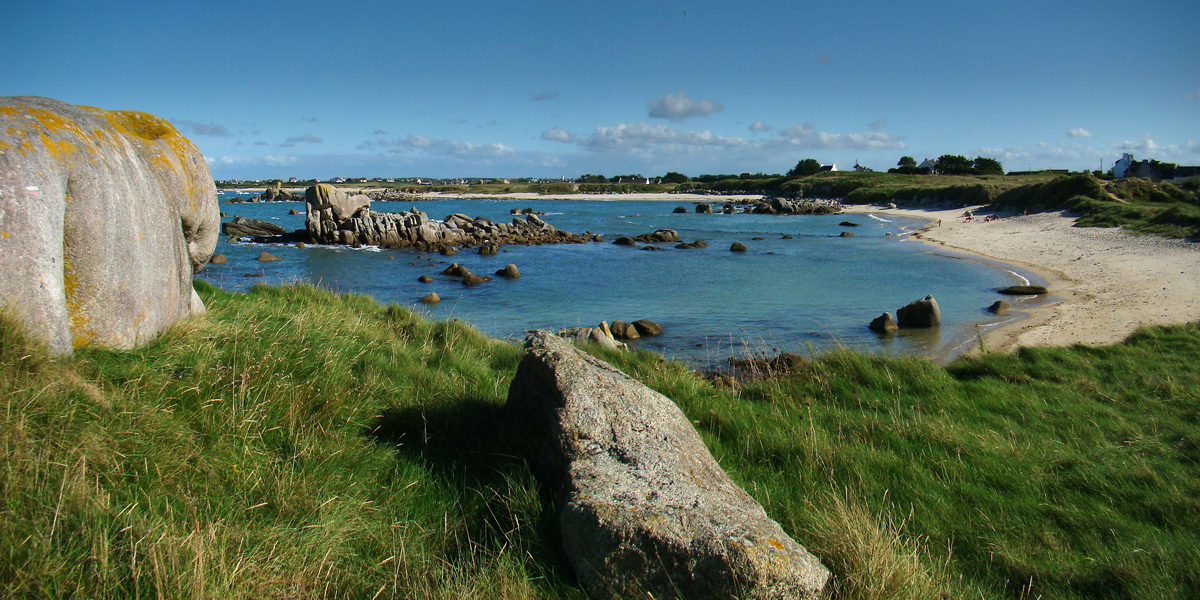
La Baie du Kernic dans le pays pagan - Haut-Léon.
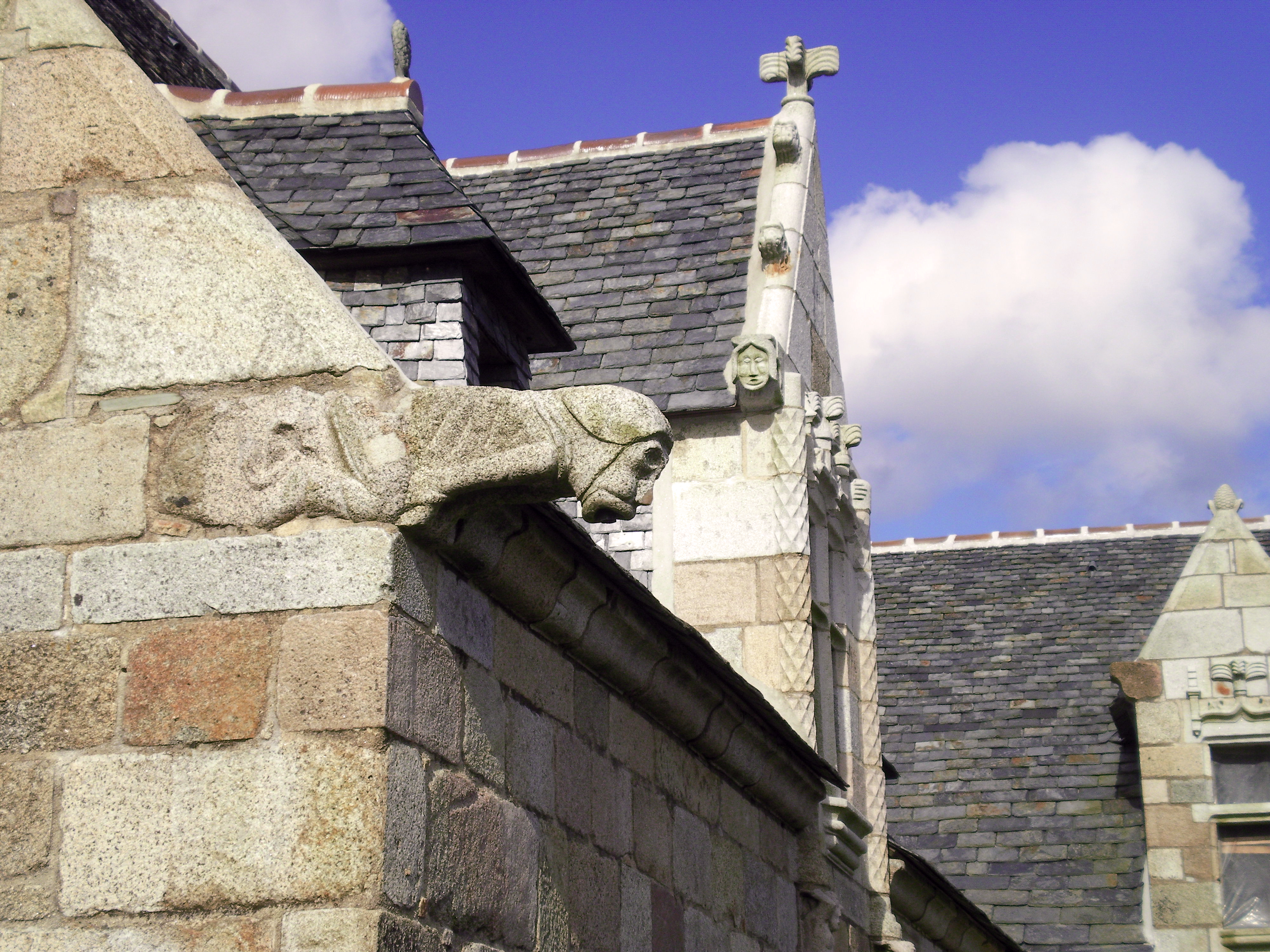
Le manoir de Kelou Mad construit au 21e siècle, entre passé et présent.

## Pistes
Toutes les paroles sont écrites par G. Jaffrès (except. 11 Carlo Masoni), toute la musique est composée par G. Jaffrès.
| 1.     | Sur le pont de Normandie      | 3:58 |
| 2.     | Le Loup gris                  | 3:49 |
| 3.     | Celle que j'attendais         | 3:17 |
| 4.     | La Karrigell                  | 3:02 |
| 5.     | Elle voulait vivre sans amour | 3:30 |
| 6.     | Le Chauffeur de car           | 4:05 |
| 7.     | Un vrai bonheur               | 3:32 |
| 8.     | Je tourne en rond             | 4:27 |
| 9.     | La Maison de mon père         | 3:26 |
| 10.    | La Locomotive                 | 3:42 |
| 11.    | Je sais d'où je viens         | 3:37 |
| 12.    | Tonton Jeannôt                | 3:44 |
| 45 min |                               |      |

## Enregistrement
- Réalisation artistique : Julien et Gérard Jaffrès (Kelou Mad Production)
- Arrangements et direction cordes : Olivier Huillet

- Studio DADA (Bruxelles) : Jules Fradet (mixage et mastering)
- Soundwave Studio (La Hulpe) : Julabel
- Studio Pavillon K (Plounéventer) : Merzhin

### Musiciens

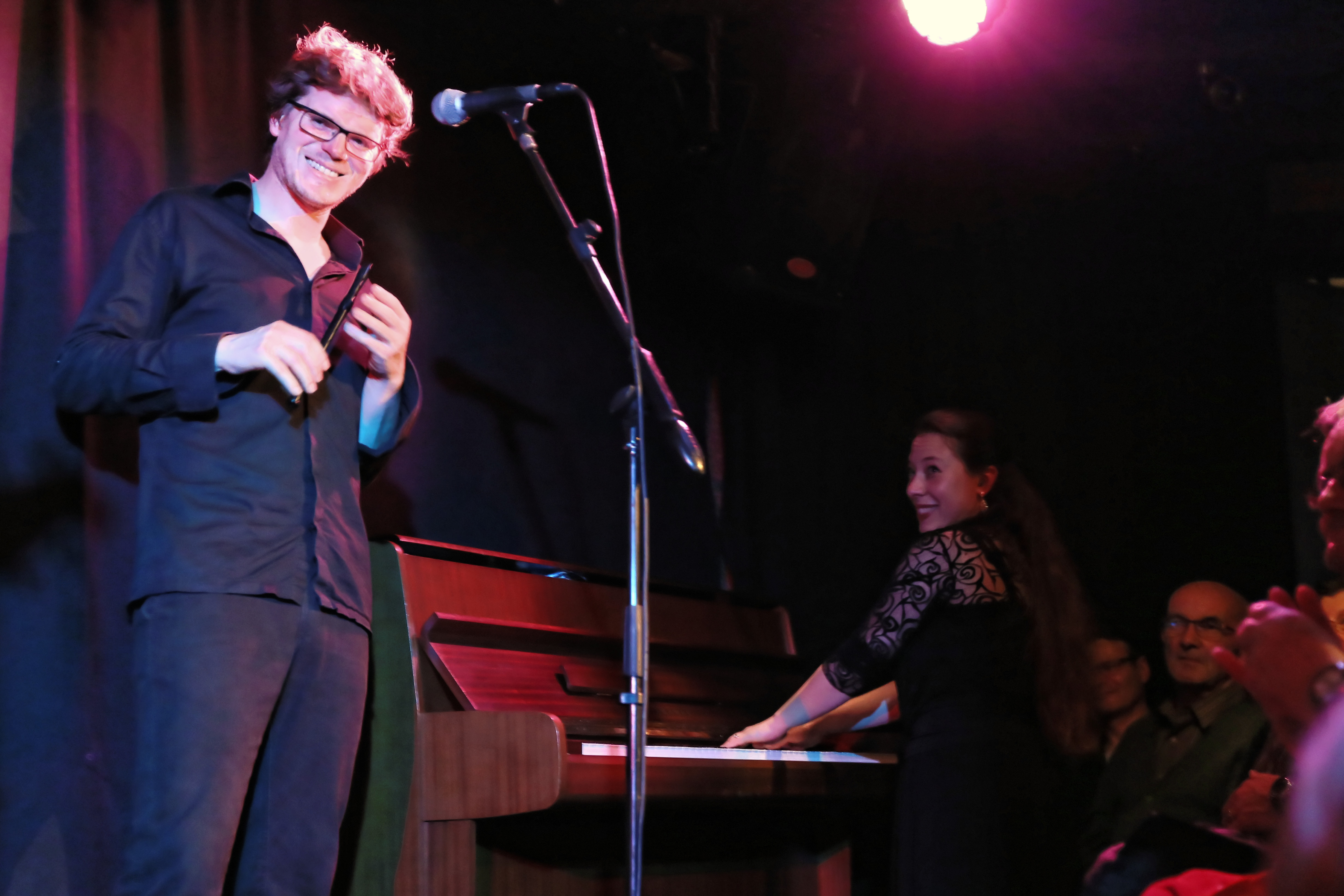
Ludovic Berrou et Delphine Keraudren en 2015 à Langan.

- Gérard Jaffrès : guitare acoustique et basse
- Burt Blanca : guitare acoustique
- Julien Jaffrès : guitares électriques et acoustique, claviers, programmations
- Géraldine Jaffrès, Taïla Cekov, Frédéric Lamory : chœurs
- Ludovic Berrou : bombardes et flûtes
- Rémy Polfliet : batterie
- Delphine Keraudren : chœurs et violon
- Maïa Frankowski et Sébastien Theunissen : violons
- Sacha Swierczynski : piano, flûtes